# Regierungsbezirk Stralsund

Verwaltungsgliederung Pommerns im Jahr 1913:

Der Regierungsbezirk Stralsund gehörte zur preußischen Provinz Pommern und bestand von 1818 bis 1932.

## Geschichte
Der Regierungsbezirk Stralsund war als einer von drei pommerschen Regierungsbezirken im Jahre 1818 gebildet worden. Er umfasste das 1815 an Preußen gefallene Schwedisch-Pommern (Neuvorpommern und Rügen). In der rechtlichen Sonderstellung dieses Landesteils ist auch der Grund für die Einrichtung des damals kleinsten Regierungsbezirks des Gesamtstaates zu sehen. Anders als die übrige Provinz Pommern galten hier weder das Allgemeine preußische Landrecht noch die in der Zeit der so genannten Stein-Hardenbergischen Reformen erlassenen Gesetze und Ordnungen (z. B. Städteordnung von 1808). Eine Angleichung der rechtlichen Verhältnisse erfolgte erst allmählich in der zweiten Hälfte des 19. Jahrhunderts und war schließlich mit der Einführungen des Bürgerlichen Gesetzbuches (BGB) zum 1. Januar 1900 weitgehend vollendet. Aber in bestimmten Bereichen bestanden noch weiterhin Sonderrechtsformen, die es sonst nirgendwo in Preußen und Deutschland gab und die noch auf die Zeit der schwedischen Herrschaft zurückgingen, z. B. das so genannte Tertialrecht. Deshalb bestand das 1802/03 aus Wismar über Stralsund nach Greifswald verlegte Tribunal auch noch unter der Bezeichnung Oberappellationsgericht Greifswald als letzte Instanz der ordentlichen Gerichtsbarkeit für den Regierungsbezirk bis 1848 weiter.
Die erste Regierung wurde am 5. Januar 1818 vom Oberpräsidenten der Provinz Pommern, Johann August Sack, in ihr Amt eingeführt. Vorausgegangen war eine mehrjährige Diskussion um den Status des Landes. Dabei schälten sich drei Optionen heraus:
1. Bildung einer eigenen Provinz Neuvorpommern und Rügen
2. Bildung eines eigenen Regierungsbezirkes innerhalb der Provinz Pommern
3. sofortige Eingliederung in den bereits bestehenden Regierungsbezirk Stettin

Der Einspruch der Kreise und Städte beim König gegen die Bildung des Regierungsbezirks  wurde abgewiesen. Das preußische Besteuerungssystem wurde aber erst nach einer königlichen Kabinettsorder vom 19. November 1821 in Neuvorpommern eingeführt.
Wegen seines geringen Umfangs zählte der Regierungsbezirk Stralsund zu denjenigen preußischen Verwaltungsbereichen, die von Anfang an zur Disposition standen. Nur wenige Jahre nach seiner Bildung diskutierte man schon wieder über seine Auflösung. Letztlich war es die oben beschriebene rechtliche Sonderstellung, die das immer wieder verhinderte. Erst am 1. Oktober 1932 wurde er mit dem Regierungsbezirk Stettin vereinigt.

## Verwaltungseinteilung in der Mitte des 19. Jahrhunderts
„Der Stralsunder Regierungs-Bezirk ist in vier Kreise getheilt, wovon drei nach den Städten, worin die Landräthe ihren Sitz haben, ihren Namen führen. Der vierte aber nach der Insel Rügen, aus der er allein besteht. Neu-Vorpommern hat die drei Kreise: Franzburg, Grimmen, Greifswald. Rügen bildet den Kreis Rügen.

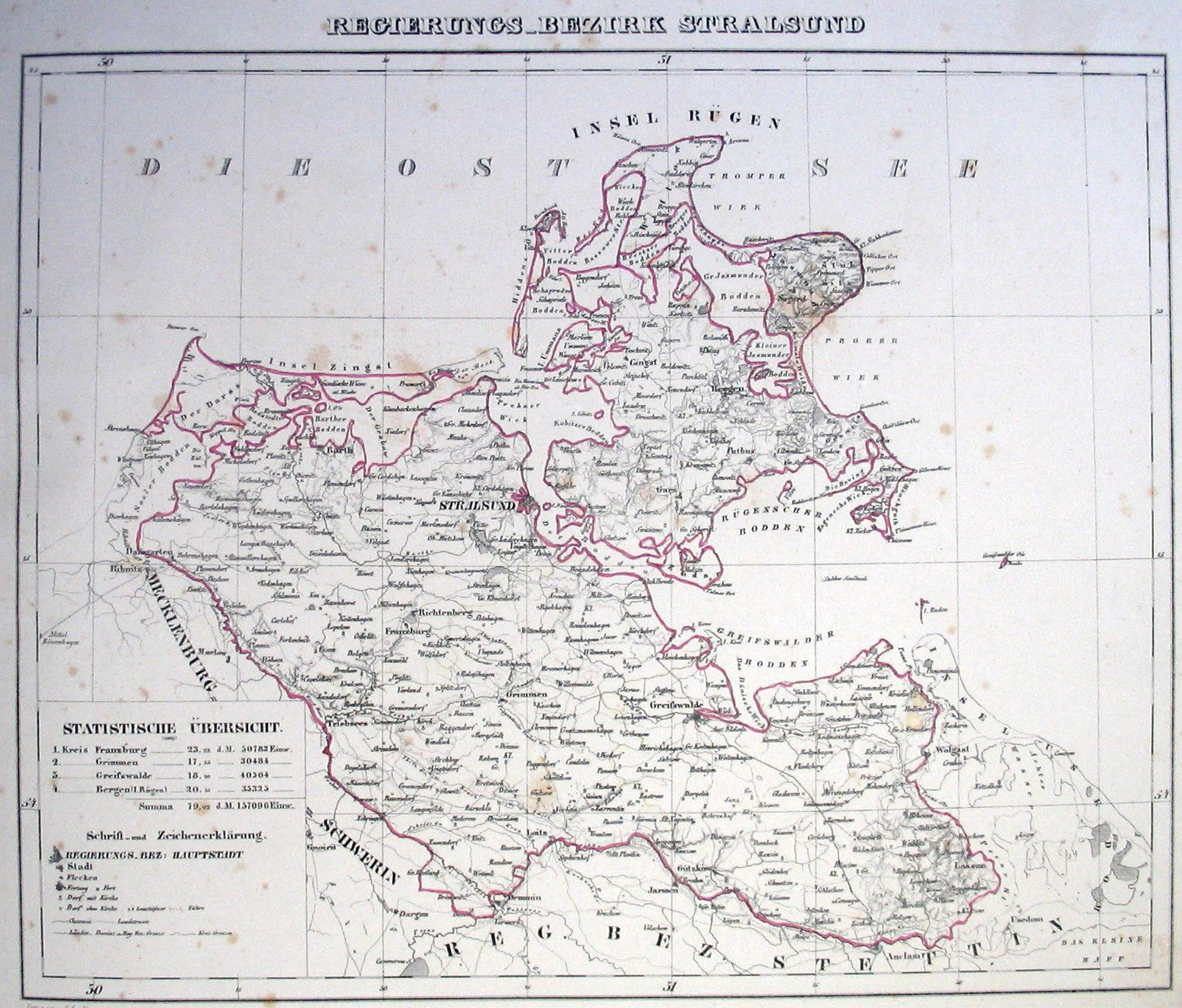
Karte des Regierungsbezirks 1846

In kirchlicher Hinsicht ist der Regierungs-Bezirk in Elf Superintendenturen getheilt, wovon drei der Franzburger Kreis, zwei der Grimmer Kreis, drei der Greifswalder Kreis und drei die Insel Rügen umfasst.
Alle Kirchspiele sind evangelisch. Nur in Stralsund ist eine katholische Kirche, zu der sich alle Katholiken im Regierungs-Bezirke halten.“

## Bevölkerungsentwicklung im 19. Jahrhundert
| Jahr      | 1805    | 1816    | 182     | 1840    | 1849    | 1861    | 1871    | 1880    |
| --------- | ------- | ------- | ------- | ------- | ------- | ------- | ------- | ------- |
| Einwohner | 118.112 | 125.543 | 142.312 | 169.114 | 185.426 | 208.429 | 208.276 | 216.130 |

## Stadt-/Landkreise 1900
Im Jahre 1900 bestand der Regierungsbezirk Stralsund aus einem Stadtkreis und vier Landkreisen. Er umfasste ein Gebiet von 4.010,88 km², auf das sich 873 Städte und Gemeinden verteilten und in dem 216.340 Einwohner lebten.
- Stadtkreis:
  - Stralsund (seit 1873): 31.076 Einwohner

- Landkreise:
  - Franzburg: 41.704 Einwohner
  - Greifswald: 61.840 Einwohner
  - Grimmen: 35.540 Einwohner
  - Rügen (Sitz: Bergen): 46.270 Einwohner

## Stadt-/Landkreise 1925
Im Jahre 1925 lebten im Gebiet des Regierungsbezirkes Stralsund 246.941 Einwohner.
- Stadtkreise:
  - Stralsund: 39.469 Einwohner
  - Greifswald (seit 1912): 27.622 Einwohner

- Landkreise:
  - Franzburg: 45.721 Einwohner
  - Greifswald: 40.085 Einwohner
  - Grimmen: 40.150 Einwohner
  - Rügen (Bergen): 53.894 Einwohner

1925 wurde der Sitz des Landratsamtes des Kreises Franzburg nach Barth verlegt. Seit dem 1. Februar 1928 führte der Kreis die offizielle Bezeichnung „Franzburg-Barth“.

## Regierungspräsidenten
- 1818–1825: Heinrich Christian Friedrich von Pachelbel-Gehag
- 1825–1833: Leopold von Rohr
- 1833–1834: Adolf Heinrich von Arnim-Boitzenburg
- 1834–1848: Friedrich Ferdinand Leopold von Seydewitz
- 1848–1851: Busso von Wedell
- 1852–1869: Carl Reinhold von Krassow
- 1869–1883: Ulrich von Behr-Negendank
- 1884–1888: Albert von Pommer Esche
- 1888–1899: Carl von Arnim
- 1899–1908: Georg Scheller
- 1908–1917: Paul Blomeyer
- 1917–1919: Stephan von Gröning
- 1919–1932: Hermann Haußmann (DDP)

## Nach 1945
Ab 1946 war Stralsund Sitz des aus dem Landkreis Franzburg-Barth nahezu unverändert hervorgegangenen Kreises Stralsund, aus dessen östlichem Teil 1952 der Kreis Stralsund im Bezirk Rostock der DDR gebildet wurde. Der westliche Teil kam zum neu gebildeten Kreis Ribnitz-Damgarten. Der alte Landkreis Grimmen verlor 1952 seinen südlichen Teil um Loitz, der zum Kreis Demmin und Bezirk Neubrandenburg kam, ebenso wie der südliche Teil des alten Landkreises Greifswald, der zum neuen Kreis Anklam und damit ebenfalls zum Bezirk Neubrandenburg kam. Der östliche Teil des alten Landkreises Greifswald um Wolgast bildete ab 1952 zusammen mit dem nach 1945 bei Deutschland verbliebenen Teil der Insel Usedom den neuen Kreis Wolgast. Der Kreis Rügen wurde 1952 in die Kreise Bergen und Putbus aufgeteilt, was aber bereits nach wenigen Jahren wieder rückgängig gemacht wurde. Während Stralsund durchgängig die Kreisfreiheit behielt, war Greifswald zwischenzeitlich bis in die 1970er Jahre in den Kreis Greifswald integriert.
1994 wurden die nun im Bundesland Mecklenburg-Vorpommern liegenden Kreise Grimmen, Ribnitz-Damgarten und Stralsund zum Landkreis Nordvorpommern, die Kreise Anklam, Greifswald und Wolgast zum Landkreis Ostvorpommern zusammengeschlossen. Rügen blieb unverändert, ebenso behielten Greifswald und Stralsund ihre Kreisfreiheit.
Der Landkreis Vorpommern-Greifswald wurde im Zuge der Kreisgebietsreform Mecklenburg-Vorpommern 2011 am 4. September 2011 aus der Stadt Greifswald, den Landkreisen Ostvorpommern, Uecker-Randow sowie Teilen des Landkreises Demmin (Ämter Jarmen-Tutow, Peenetal/Loitz) gebildet. Der neue Kreis aus den Altkreisen Nordvorpommern, Rügen und Stralsund heißt Landkreis Vorpommern-Rügen.

## Statistische Nachschlagewerke (Staatshandbücher)
- Staats-Kalender für Pommern und Rügen, Stralsund 1810–1816.Digitalisate in der Digitalen Bibliothek Mecklenburg-Vorpommern
- Staatskalender für Neu-Vorpommern und Rügen, Stralsund 1817–1820. Digitalisate in der Digitalen Bibliothek Mecklenburg-Vorpommern
- Provinzial-Kalender für Neu-Vorpommern und das Fürstenthum Rügen, Stralsund 1821–1873. Digitalisate in der Digitalen Bibliothek Mecklenburg-Vorpommern
- Provinzial-Handbuch für Neu-Vorpommern und das Fürstenthum Rügen, Stralsund 1874–1879. Digitalisate in der Digitalen Bibliothek Mecklenburg-Vorpommern
- Handbuch für Neu-Vorpommern und das Fürstenthum Rügen, Stralsund 1883–1907. Digitalisate in der Digitalen Bibliothek Mecklenburg-Vorpommern